# Ivanne, Dubno
Ivanne (în ucraineană Іванне) este localitatea de reședință a comunei Ivanne din raionul Dubno, regiunea Rivne, Ucraina.

## Demografie
Componența lingvistică a localității Ivanne
     Ucraineană (99,19%)
     Alte limbi (0,71%)
Conform recensământului din 2001, majoritatea populației localității Ivanne era vorbitoare de ucraineană (99,19%), existând în minoritate și vorbitori de alte limbi.